# 34 Circe
34 Circe eller 1965 JL är en asteroid upptäckt 6 april 1855 av den franske astronomen Jean Chacornac i Paris. Asteroiden har fått sitt namn efter Kirke, en figur av skiftande natur inom grekisk mytologi.